# Conus nielsenae
Espèce
Statut de conservation UICN

 NT  : Quasi menacé
Conus nielsenae est une espèce de mollusques gastéropodes marins de la famille des Conidae.
Comme toutes les espèces du genre Conus, ces escargots sont prédateurs et venimeux. Ils sont capables de « piquer » les humains et doivent donc être manipulés avec précaution, voire pas du tout.

## Description
La taille de la coquille varie entre 28 mm et 55 mm.

## Distribution
Cette espèce marine est présente au large des îles Kermadec et de l'Australie (Nouvelle-Galles du Sud, Queensland).

### Niveau de risque d’extinction de l’espèce
Selon l'analyse de l'UICN réalisée en 2011 pour la définition du niveau de risque d'extinction, cette espèce n'est connue que du nord du Queensland, dans la zone entourant Townsville. La gamme de profondeur pour cette espèce est de 30 m à 100 m. Cette espèce est considérée comme rare. Elle occupe un EOO estimé à 6 000 km2 qui est très sensible à la pollution par les pesticides et les engrais, résultat des efforts agricoles intensifs dans la région. Elle est également affectée par le ruissellement des sédiments qui modifie la turbidité et le substrat. En raison de l'aire de répartition restreinte de cette espèce et du déclin continu de son habitat dû à la pollution côtière due à la forte présence de pesticides, elle est classée comme quasi-menacée, répondant au critère B1b(iii).

## Taxonomie

### Publication originale
L'espèce Conus nielsenae a été décrite pour la première fois en 1962 par le malacologiste australien James Anthony Marsh dans « Journal of the Malacological Society of Australia »,.

### Synonymes
- Conus (Leptoconus) nielsenae Marsh, 1962 · non accepté
- Conus (Splinoconus) nielsenae Marsh, 1962 · appellation alternative
- Kioconus (Ongoconus) nielsenae (Marsh, 1962) · non accepté
- Kioconus nielsenae (Marsh, 1962) · non accepté

### Sous-espèces
- Conus nielsenae reductaspiralis Walls, 1979, accepté en tant que Conus reductaspiralis Walls, 1979
- Conus nielsenae typhon Kilburn, 1975, accepté en tant que Conus typhon Kilburn, 1975